# Tricocist

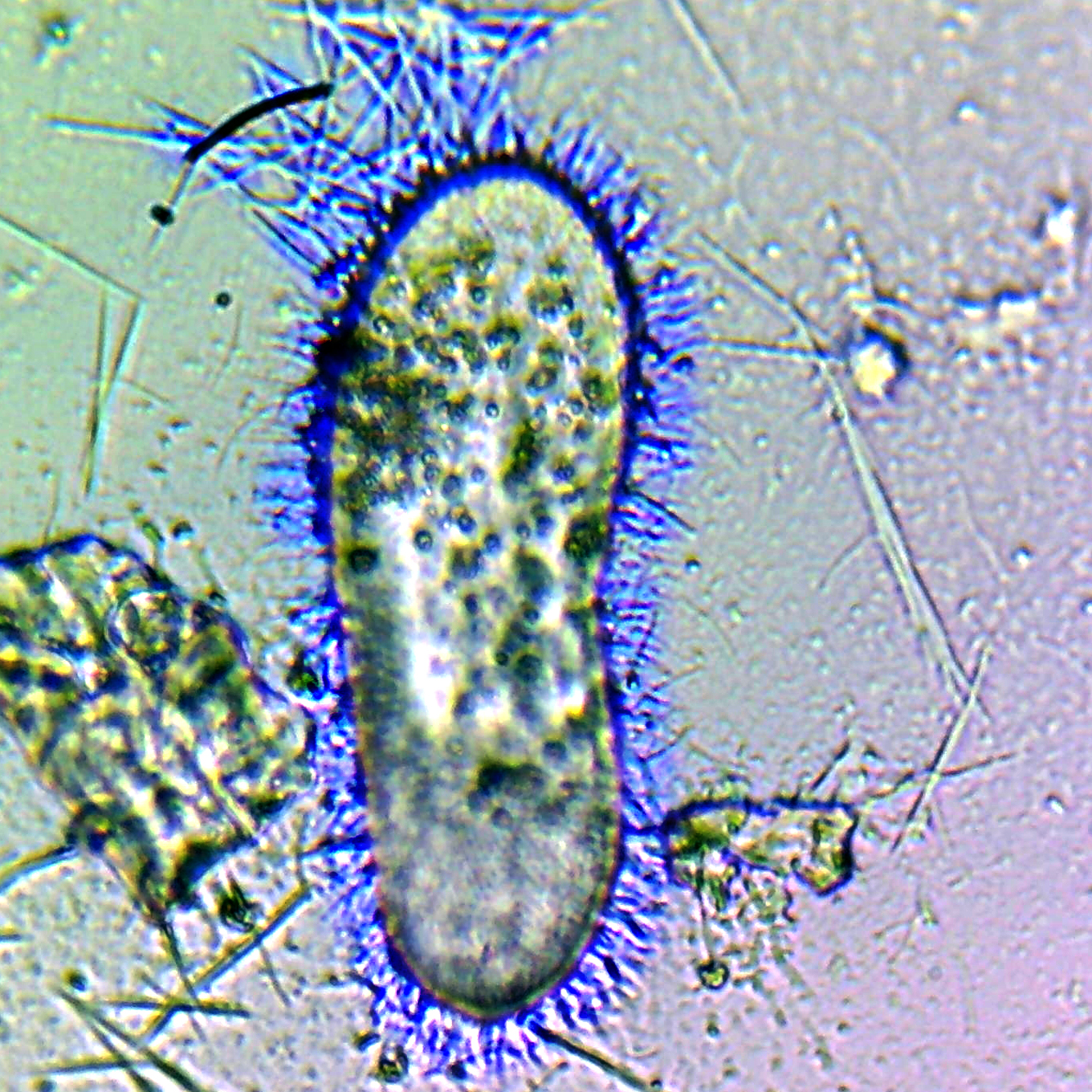
Paramecium tetraurelia, un ciliat, amb tricocists descarregats (acolorits de blau de forma artificial).

El tricocist és un orgànul defensiu que es troben en uns tipus de protozous: els ciliats i els dinoflagel·lats. S'expulsen com un dard cap a l'exterior de l'organisme unicel·lular.